# Deinopis subrufa
Deinopis subrufa là một loài nhện trong họ Deinopidae.
Loài này thuộc chi Deinopis. Deinopis subrufa được miêu tả năm 1879 bởi Ludwig Carl Christian Koch.

## Hình ảnh

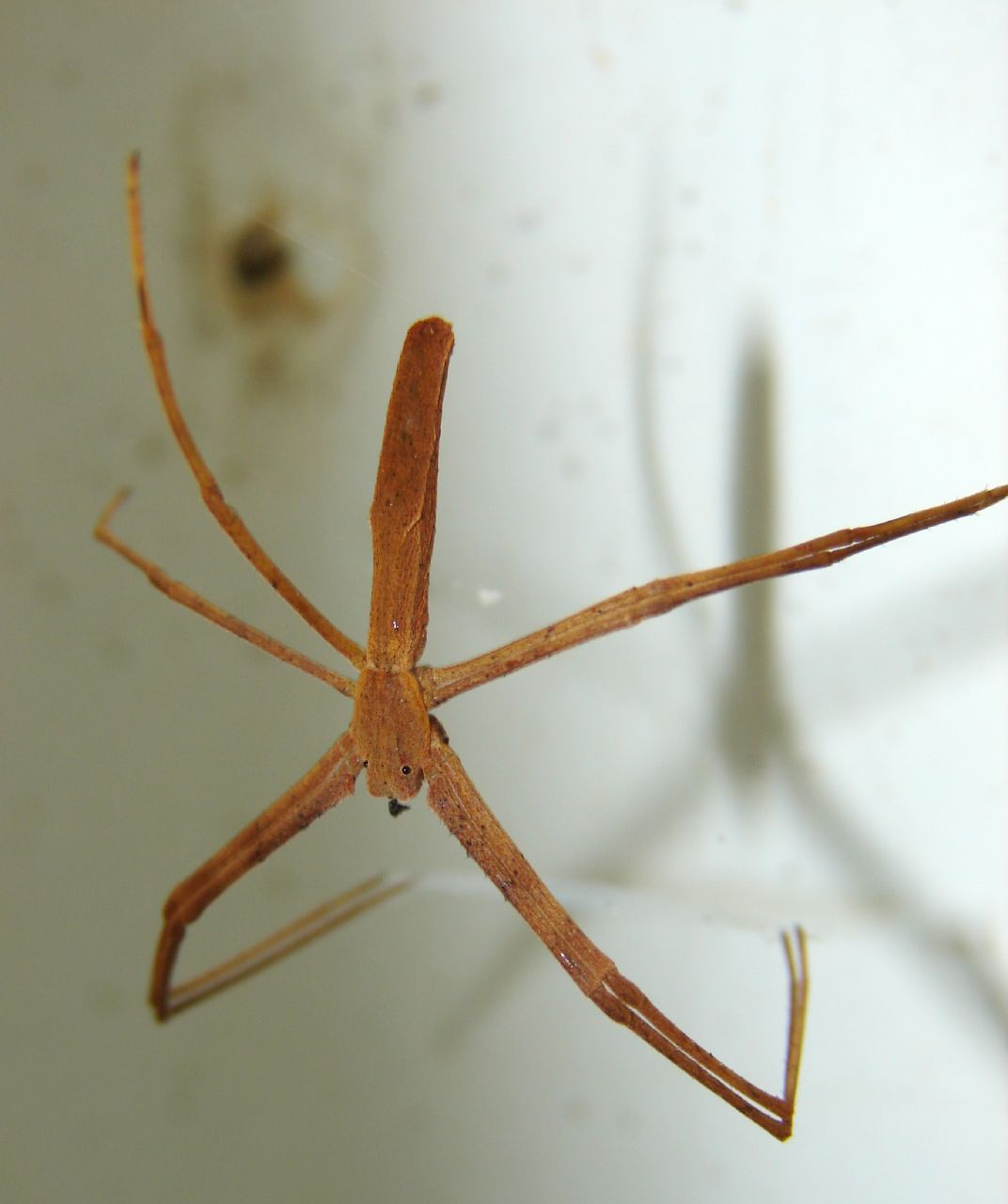
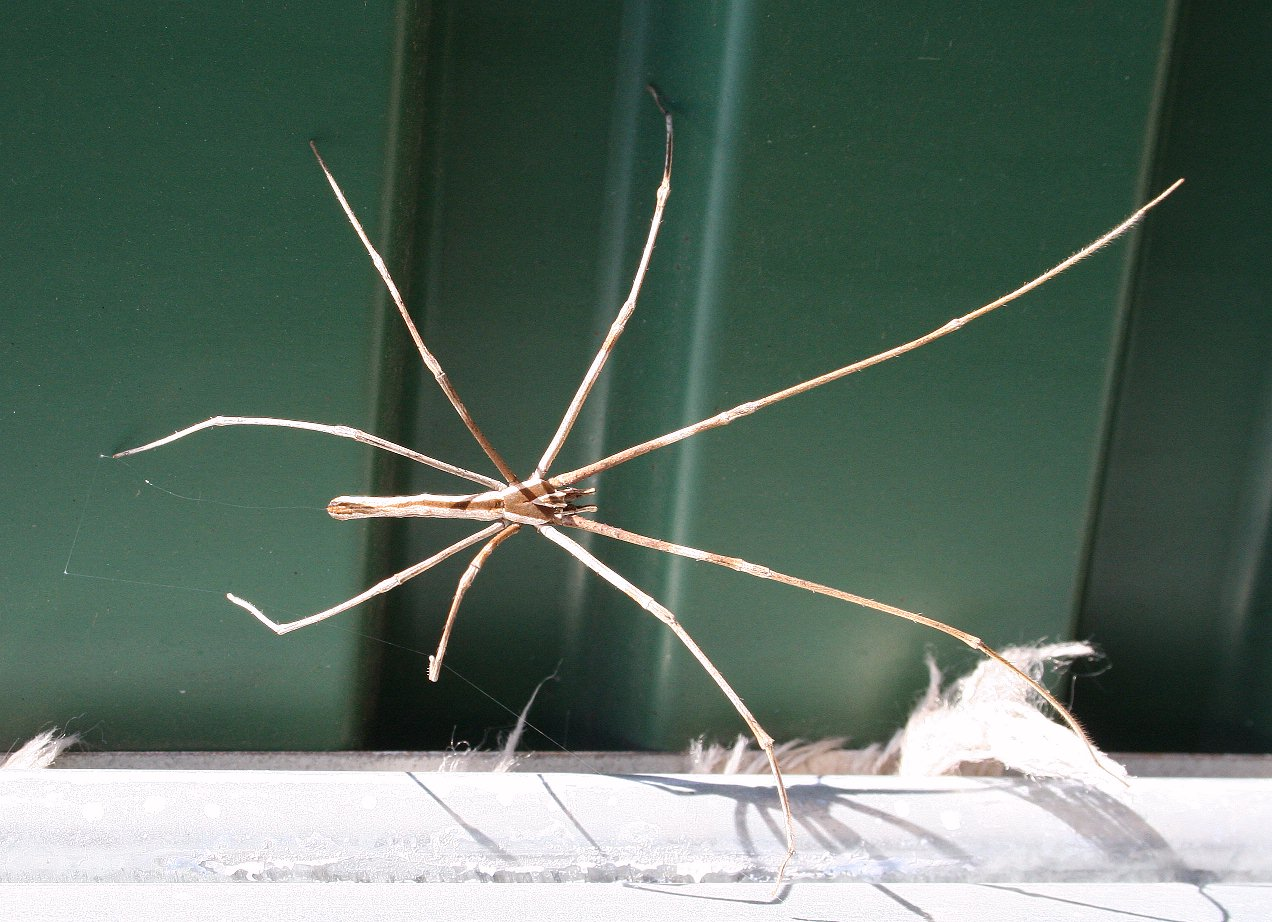
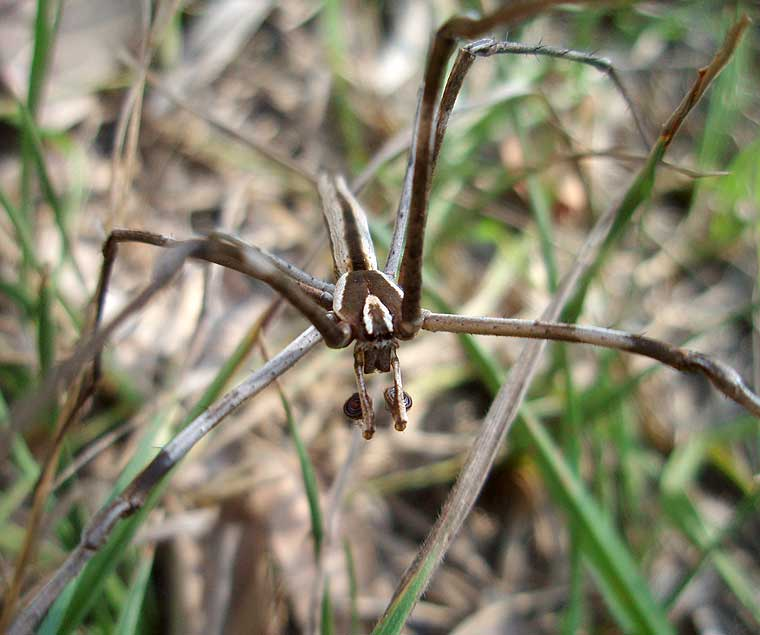
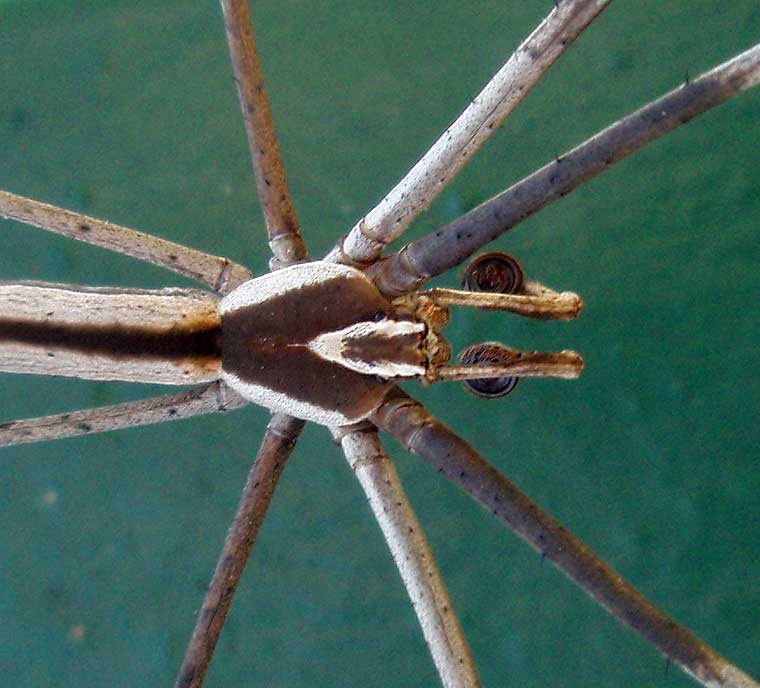